# Хрустальненська агломерація
Хрустальнянська агломерація — агломерація в Луганській області з центром у місті Хрустальне. Населення - 364,7 тисяч осіб (2001 рік). Площа - 2132 км². Щільність населення - 171,1 осіб/км².
Головні чинники створення і існування агломерації: один з найбільших райцентрів області, великих підприємств, близьке розташування кількох міських поселень.
У складі (на 2001 рік):
- Хрустальний - 145,2 тисяч осіб, 154 км²,
- Антрацит - 90,4 тисяч осіб, 61 км²,
- Ровеньки - 91,6 тисяч осіб, 217 км,
- Антрацитівський район - 37,5 тисяч осіб, 1700 км².